# Apostolska nunciatura na Hrvaškem
Apostolska nunciatura na Hrvaškem je diplomatsko prestavništvo (veleposlaništvo) Svetega sedeža na Hrvaškem, ki ima sedež v Zagrebu; ustanovljena je bila leta 1992.
Trenutni apostolski nuncij je Mario Roberto Cassari.

## Seznam apostolskih nuncijev
- Giulio Einaudi (29. februar 1992–4. avgust 2003)
- Francisco-Javier Lozano (4. avgust 2003–2007)
- Mario Roberto Cassari (14. februar 2008–danes]]